# Talsystem
Et talsystem eller et talnotationssystem er et system til at repræsentere matematiske tal med.
Et ciffer er et taltegn. F.eks. består ciffernavnet "34" af to cifre "3" og "4". Det samme kan skrives med andre taltegn: "XXXIV", som består af ciffernavnene "X" (10), "I" (1) og "V" (5).
Bemærk at et ciffernavn kun er en repræsentation for det matematiske tal.
Antal er betegnelser for resultater af forskellige optællinger. Nogle antal har navne, f.eks. dusin = 12, snes = 20, skok = 60, ol = 80. De tre sidste navne viser, at vi (og franskmændene og de keltiske folk) endnu tæller i 20-tal systemet, hvilket kan være et levn fra før indoeuropæerne kom hertil for ca. 4800 år siden. Indoeuropæerne brugte 10-talsystemet, som nu stort set er enerådende i Europa.

## Eksempler på positionelle talnotationssystemer
At et talsystem er positionelt betyder, at cifrenes værdi skal ganges med talsystemets grundtal opløftet til den potens, som modsvarer cifrets position, idet der startes med position 0. 12345 betyder i 10-talsystemet altså 1×10000 + 2×1000 + 3×100 + 4×10 + 5×1 og ikke 1+2+3+4+5. Det er i princippet muligt at bruge ligeså store grundtal, som det er muligt, at man kan lære sig rækkefølgen på talsymbolerne. De mulige cifferværdier løber fra 0 til T-1, hvor T er talsystemets grundtal.

### Generelt grundtal
I et positionelt system angives et tal på formen
{\displaystyle c_{n}c_{n-1}{\ldots }c_{0}},
hvor {\displaystyle c_{i}} er det {\displaystyle i}'te ciffer. Hvis {\displaystyle T} er talsystemets grundtal, udregnes udtrykket som
{\displaystyle c_{n}\cdot T^{n}+c_{n-1}\cdot T^{n-1}+\ldots +c_{0}\cdot T^{0}}.
Det positionelle system kan også anvende negative eksponenter of grundtallet i den mere generelle form
{\displaystyle c_{n}c_{n-1}{\ldots }c_{0},c_{-1}c_{-2}\ldots c_{-m}},
der udregnes som
{\displaystyle c_{n}\cdot T^{n}+c_{n-1}\cdot T^{n-1}+\ldots +c_{0}+c_{-1}\cdot T^{-1}+c_{-2}\cdot T^{-2}+\ldots +c^{-m}\cdot T^{-m}}.

### Grundtal 10
Det arabiske talsystem også kendt som titalsystemet eller decimalsystemet, anvendes i det meste af verden. Tyske, engelske, finske, kinesiske, slaviske og latinske talord er decimale. Det danske talord fyrretyve er afledt af det gammeldanske fyritiughu, som betyder '4 tiere'.

### Grundtal 2
Det binære talsystem. Anvendes ved design af integrerede kredsløb til mikroprocessorer og andet indenfor digital elektronik.

### Grundtal 6
Ndom fra Ny Guinea er et 6-talssystem.

### Grundtal 8
Oktale talsystem. Anvendtes tidligere og måske stadigvæk ved computerprogrammering som kortform for det binære talsystem.

### Grundtal 12
Duodecimale talsystem - foreslået som erstatning af titalsystemet på grund af 12s delelighed

### Grundtal 16
Hexadecimale talsystem. Anvendes ved computerprogrammering som kortform for det binære talsystem.

### Grundtal 20
- Vigesimal-talsystem eller Tyvetalssystemet. Blev anvendt hos mayaerne og aztekerne – sikkert også i deres formodede abacus: nepohualtzintzin. Mayanske talord: Tzotzil[4]. Aztekiske talord: Nahuatl[5] Bemærk at en del af de ældre danske[6] (og baskiske, keltiske og franske) talord bærer præg af at være et vigesimal-system. F.eks. halvtredsindstyve, tresindstyve, halvfjerdsindstyve, firsindstyve og halvfemsindstyve (halvfem=4,5 , sinde[2] betyder gange og 4,5*20=90). Det skal dog også bemærkes at tyve faktisk står for to tiere (oldnordisk twai teyjuz[7]), undtagen i fyrretyve, hvor fyrretyve står for 4 tiere (fra gammeldansk fyritiughu[2][8]).

### Grundtal 60
Seksagesimale talsystem – Se også Babyloniske tal.

## Ikke-positionelle talnotationssystemer
- Romertallene er ikke-positionelle; eksempelvis betyder "V" 5 uanset placering.
- Urnemarkskulturens talsystem er et ikke-positionelt talsystem.
- Primtal talsystem er et ikke-positionelt talsystem, bestående udelukkende af multiplum af primtal samt tallene 0 og 1.